# Jan Wouters
Jan Jacobus Wouters (* 17. červenec 1960, Utrecht) je bývalý nizozemský fotbalista. Hrával na pozici záložníka.
S nizozemskou fotbalovou reprezentací vyhrál mistrovství Evropy roku 1988, na tomto turnaji byl federací UEFA zařazen i do all-stars týmu. Získal též bronzovou medaili na mistrovství Evropy roku 1992. Hrál i na světovém šampionátu roku 1990 a 1994. Nizozemsko reprezentoval v 70 zápasech, v nichž vstřelil 4 branky.
S Ajaxem Amsterdam vyhrál v sezóně 1986/87 Pohár vítězů pohárů a v sezóně 1991/92 Pohár UEFA. Roku 1990 se s ním stal mistrem Nizozemska.
Roku 1990 byl vyhlášen nejlepším nizozemským fotbalistou.
Po skončení hráčské kariéry se stal trenérem.